# Chiesa di San Rufignano a Sommaia
La chiesa di San Rufignano (o anche San Rufiniano o Ruffiniano) è un luogo di culto cattolico che si trova a Sommaia, nel comune di Calenzano, sede dell'omonima parrocchia dell'arcidiocesi di Firenze.

## Storia
Documentata dal 1020, dal XIV secolo fu di patronato dei Da Sommaia, che nella seconda metà del Quattrocento curarono radicali restauri alla costruzione, durante i quali furono rinvenuti i resti del santo vescovo Rufignano, da allora particolarmente venerati in un prezioso reliquiario.
Attorno al XVI secolo la proprietà passò, per motivi ereditari, ai Torelli per ritornare dopo qualche decina d'anni di nuovo nel possesso dei Da Sommaia.
Estinti i Da Sommaia, la chiesa appartenne ai Serzelli e agli Strozzi, dopo il 1768 resse la chiesa l'illuminista Antonio Selvolini, attivo imprenditore del restauro dell'edificio: fu alleggerito il portico, aggiunte statue, stucchi e affreschi affidati a Leonardo Cambi, ben presto rovinati e oggi del tutto scomparsi.

## Descrizione

### Arte e architettura

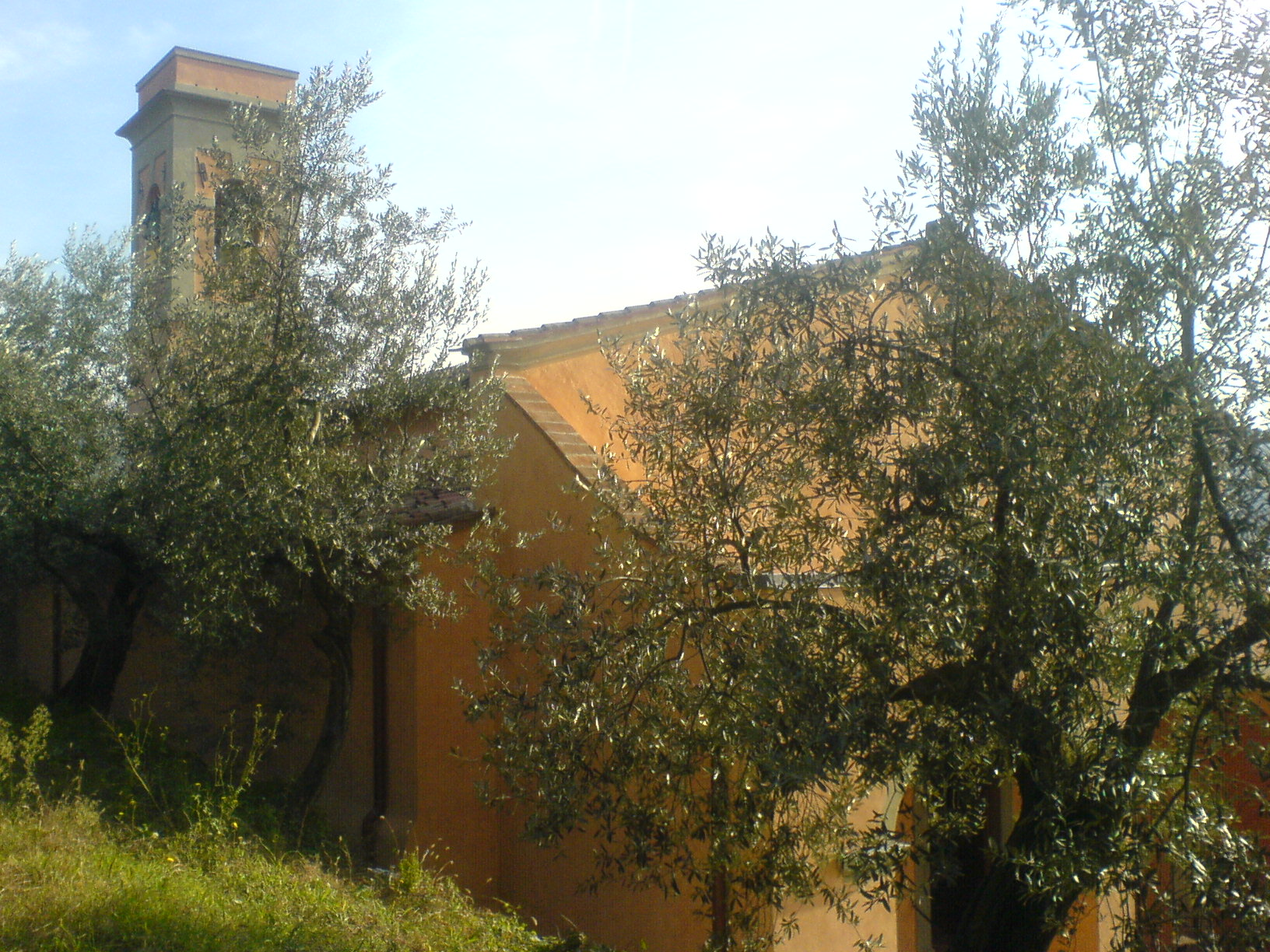
Veduta dell'esterno

L'esterno della chiesa, privo di particolari decorazioni, è caratterizzato dalla presenza, sulla facciata, di un portico di tre campate, il quale si apre sull'esterno con tre archi a sesto ribassato poggianti su pilastri. Sulla parte posteriore dell'edificio, sorge il campanile; questo è della tipologia a torre, con pianta quadrata, e all'interno della cella campanaria ospita quattro campane a slancio.
L'interno della chiesa è a navata unica ed ospita, fra le altre cose, un fonte battesimale della Manifattura Ginori di Doccia e un affresco di Otello Fratoni raffigurante il Battesimo di Cristo, risalenti al XIX secolo.

### Organo a canne
Sulla cantoria in controfacciata, si trova un organo a canne costruito da Michelangelo Paoli nel 1842 e restaurato nel 2013 da Riccardo Lorenzini.
Lo strumento è a trasmissione integralmente meccanica ed il suo materiale fonico è racchiuso all'interno di una cassa lignea di fattura geometrica, con mostra composta da canne di principale disposte in cuspide unica centrale con ali laterali;  la consolle è a finestra e dispone di un'unica tastiera di 50 note con prima ottava scavezza e pedaliera a leggio di 10 note con prima ottava scavezza, costantemente unita al manuale, con 8 note reali e gli ultimi due pedali rispettivamente per il Tamburo e gli Usignoli.